# Balatonszemes
Balatonszemes (hongrois : Balatonszemes [ˈbɒlɒtonˌsɛmɛʃ]) est une localité hongroise située dans le comitat de Somogy, au bord du lac Balaton.

## Nom et attributs

### Toponymie
Le nom de la localité est mentionné pour la première fois en 1229, sous le règne du roi André II, sous la forme villa Scemes. On le retrouve sous les formes Zemes en 1333, Balaton-Zemes en 1429, Balatonmelléki Szemes en 1536, puis Faluszemes à partir de 1720. La dénomination actuelle Balatonszemes est officialisée en 1912. Le terme Szemes renverrait probablement à une fonction de poste d'observation (szem signifiant « œil » en hongrois), ce qui s'expliquerait par la position stratégique de la commune : depuis l'Antiquité, elle se situe sur la route commerciale et militaire longeant la rive sud du lac Balaton, qu'il convenait de surveiller en permanence.

## Site et localisation

### Topographie et hydrographie
La commune s'étend sur les versants nord du massif de collines de Külső-Somogy, qui descendent vers le lac en formant, dans sa zone, une rupture de pente marquée avant de déboucher sur une plaine littorale large de 500 à 1 000 mètres.

## Histoire
Le territoire de Balatonszemes est habité depuis la Préhistoire. Un grand tumulus de l'âge du fer, situé dans le cimetière actuel et connu sous le nom de « Sipkadomb », atteste l'inhumation d'un personnage de haut rang. Des fouilles ont également mis au jour des vestiges celtes et romains, aujourd'hui conservés au musée Rippl-Rónai de Kaposvár.
Après la conquête du bassin des Carpates par les Magyars, la région fut durablement occupée. Un axe majeur reliant le Danube à l'Adriatique longeait autrefois le Balaton, puis s'en écartait vers le sud-ouest à hauteur de Szemes, en raison du niveau du lac plus élevé qu'aujourd'hui. Ce point de rupture de la route, naturellement protégé, fut fortifié dès les temps anciens.
Un premier sanctuaire chrétien fut édifié vers 1180. Le bâtiment fut agrandi vers 1320 par Jakab Raholczai, puis étendu en 1517 par Mózes Buzlai. Le sanctuaire actuel, dédié à saint Antoine de Padoue, conserve un chœur gothique du XIVe siècle et un rare pastophorium renaissance du XVIe siècle. Le reste de l'édifice date de la reconstruction baroque entreprise par la famille Hunyady vers 1740. Des restaurations menées entre 1965 et 1974 ont mis au jour un petit oculus roman dans le mur sud du chœur.
Au sud-ouest du village, à Rád-puszta, se trouvent les ruines d'une église du XIIIe siècle. Un ancien monastère de l'ordre des Paulins, fondé en 1323 dans le bois de Barátok, fut abandonné après sa destruction sous la domination ottomane, puis totalement disparu à la suite de la dissolution de l'ordre en 1783. Des fouilles archéologiques ont repris sur le site à partir de 2014.
Le site de l'actuelle villa Bagolyvár était occupé au Moyen Âge par un oppidum connu sous le nom de Bolondvár, intégré à la ligne de fortifications de la rive sud durant l'occupation turque. L'ouvrage changea plusieurs fois de mains entre les troupes hongroises et ottomanes. Il abritait un débarcadère militaire utilisé par les escadres turques contre les forteresses du nord du lac. Le bâtiment actuel, de style romantique, fut érigé en 1898 sur les ruines du fort par le médecin militaire Alajos Vajdits, devenant la première résidence estivale de Balatonszemes.
La famille Hunyady devint seigneurie dominante du village à partir de 1733. Elle fit rebâtir l'église paroissiale, construisit un manoir de style baroque populaire pour l'administration de ses domaines, et fit édifier une poste à chevaux en 1767 sur ordre du Conseil royal de Hongrie. Ce relais de poste, actif jusqu'en 1861, renforça le rôle de Balatonszemes comme pôle régional. Il abrite depuis 1962 un musée postal, où se trouve également un monument unique en Europe dédié aux personnels des communications morts en service, œuvre du sculpteur Ferenc Tischler.
En 1848, au cours de la révolution hongroise, le ban croate Josip Jellasics y établit son quartier général dans l'espoir de rencontrer le palatin Étienne de Habsbourg-Lorraine, qui devait accoster en bateau à vapeur sur les rives du village. La rencontre échoua à cause du faible niveau des eaux.
Jusqu'au XIXe siècle, la population vivait principalement d'agriculture et de pêche. Les premiers estivants arrivèrent dans les années 1880. L'ouverture d'une gare en 1897 sur la ligne du chemin de fer de la rive sud favorisa l'essor touristique. La famille Hunyady procéda à la lotissement de ses terres dès 1895 pour créer deux quartiers de villas, l'un en haut du village, l'autre sur la plage, connu sous le nom de Hunyady-telep. Le port fut construit en 1913, modernisé en 1933, puis réaménagé en 2005.
Le nom de la commune fut officiellement changé de Faluszemes à Balatonszemes en 1912. En 1908, les propriétaires de villas fondèrent l'Association balnéaire de Balatonszemes pour encadrer l'accueil des vacanciers. 
Lors de la Seconde Guerre mondiale, la population dut être évacuée pendant la proximité des combats. Plusieurs familles juives ou supposées telles furent également persécutées.

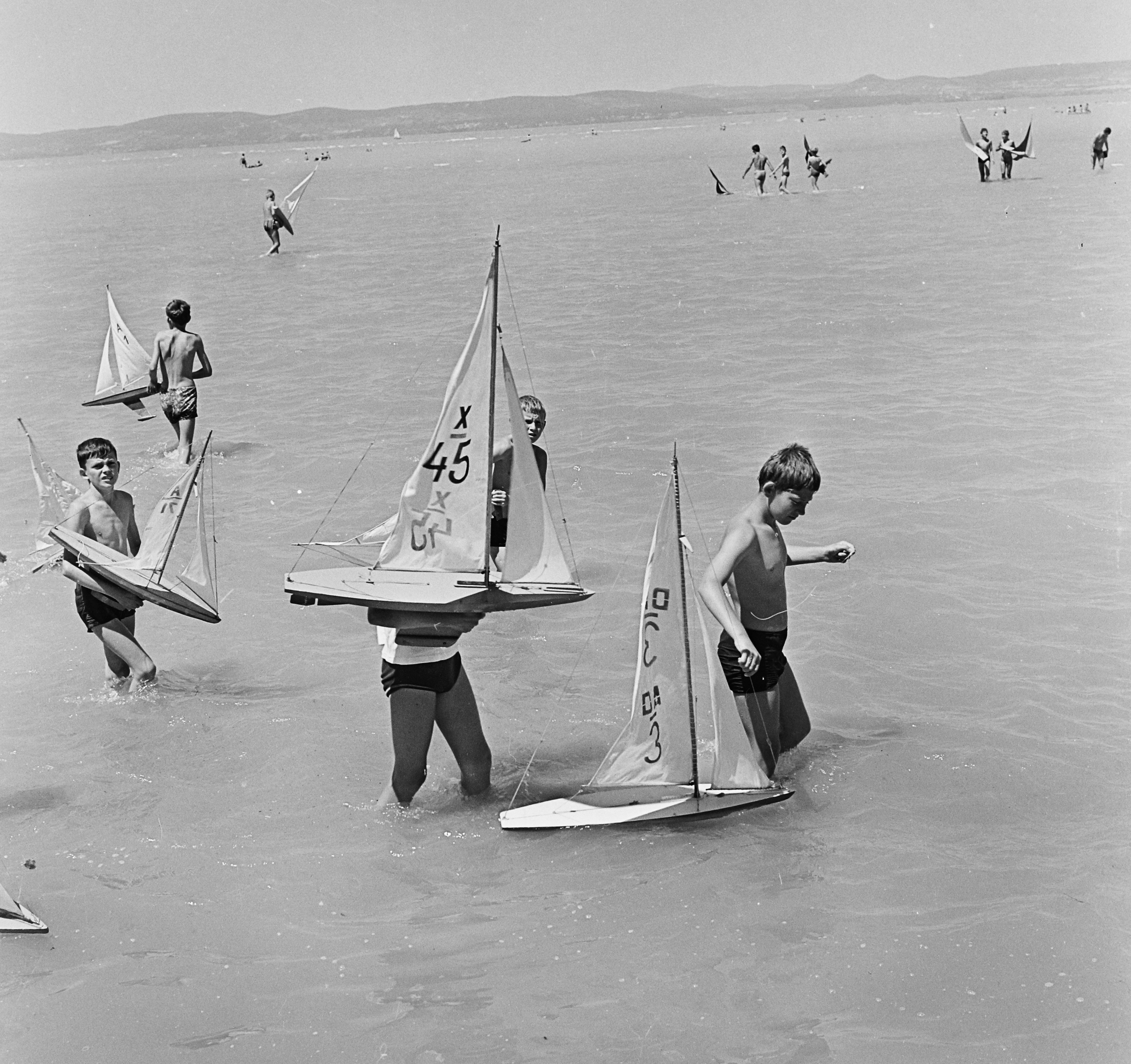
Compétition nationale des pionniers en modélisme naval, Balatonszemes, 1968.

Durant l'ère socialiste, plusieurs infrastructures furent développées sur les rives du Balaton, dont un camp de vacances soviétique à la place de l'ancien parc Hunyady, ainsi qu'un centre de villégiature réservé au Conseil des ministres, gardé par des troupes armées.
Le 4 juin 1976, l'acteur Zoltán Latinovits, très attaché à Balatonszemes, trouva la mort près de la gare dans des circonstances tragiques rappelant celles du poète Attila József à Balatonszárszó. Sa tombe est devenue un lieu de pèlerinage, et un concours national de récitation en son honneur est organisé chaque année depuis 1995.
Depuis la transition démocratique, Balatonszemes s'efforce de retrouver l'atmosphère familiale et bourgeoise qui faisait son attrait dans la première moitié du XXe siècle. La commune dispose aujourd'hui de plusieurs plages publiques et d'un centre balnéaire. De nombreux aménagements ont été réalisés depuis les années 1990.

## Population

### Minorités culturelles et religieuses
Selon le recensement de 2011, la population de Balatonszemes se composait à 81,6 % de Magyars, 4,3 % d'Allemands, 0,9 % de Roms, 0,3 % de Croates et 0,2 % de Roumains. 17,9 % des habitants n'ont pas déclaré d'appartenance ethnique. En raison des doubles appartenances autorisées, la somme peut dépasser 100 %.
En 2022, 84,7 % des habitants se sont déclarés Magyars, 3 % Allemands, 0,5 % Roms, 0,2 % Slovaques, 0,2 % Bulgares, et 0,1 % pour chacun des groupes suivants : Croates, Grecs, Roumains, Russyns, Ukrainiens et Slovènes. 2,8 % ont indiqué une autre nationalité non hongroise, tandis que 14,7 % n'ont pas répondu.
Sur le plan religieux, les données de 2011 indiquaient une majorité de catholiques romains (45,8 %), suivis des réformés (6,3 %) et des luthériens (2,1 %). 9,1 % se déclaraient sans religion, tandis que 28,5 % n'ont pas souhaité répondre.
En 2022, la répartition religieuse se modifie légèrement : 34,7 % se déclarent catholiques romains, 6 % réformés, 1,7 % évangéliques, 0,2 % catholiques de rite grec, 1,5 % autres catholiques, et 8,3 % autres chrétiens. 8,3 % des habitants se disent sans confession et 39 % n'ont pas répondu à cette question.

## Équipements

### Réseaux extra-urbains

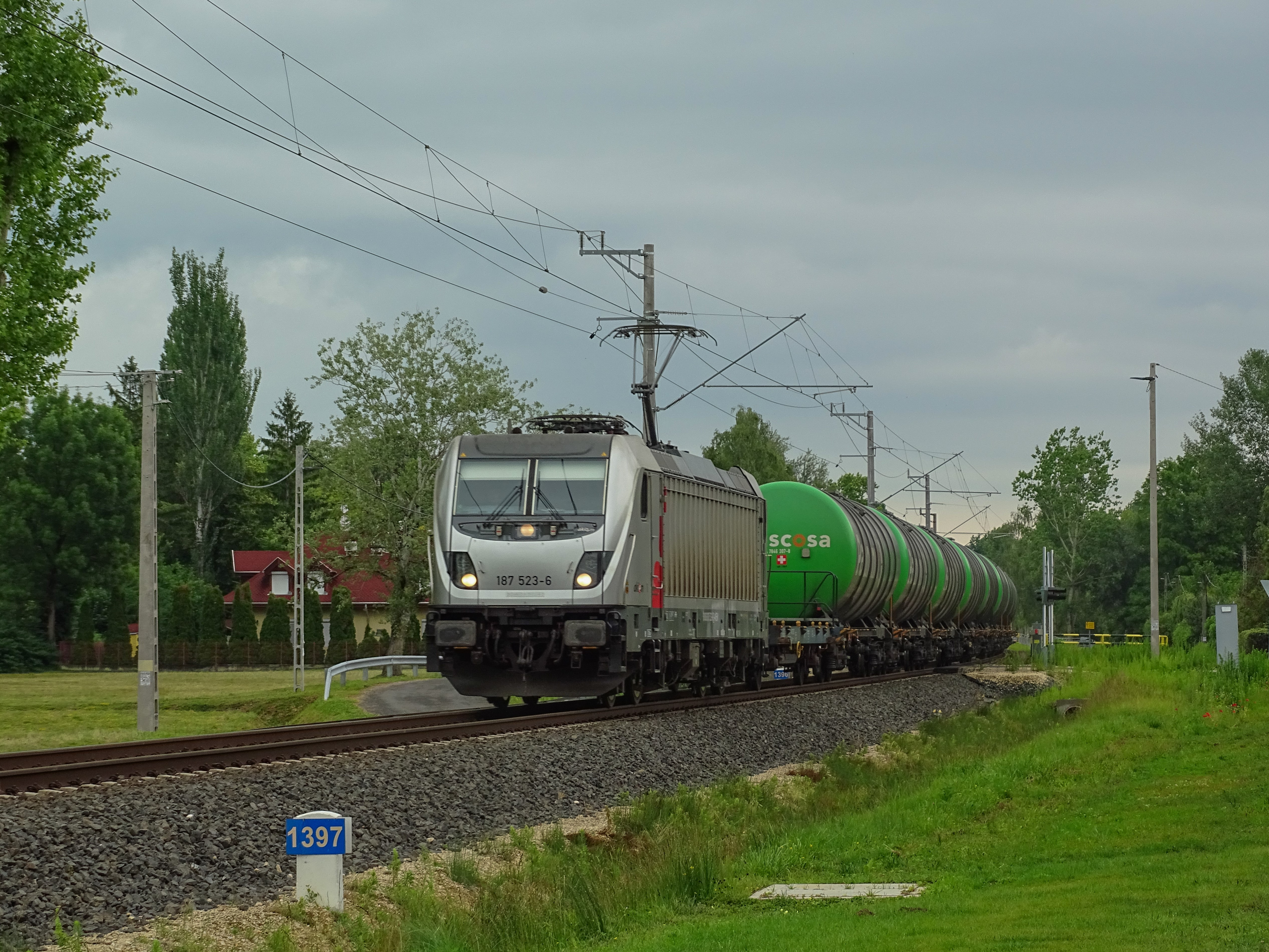
La ligne de chemin de fer traversant Balatonszemes.

Balatonszemes est située sur la rive sud du lac Balaton, à la croisée de plusieurs axes de transport importants. Elle est traversée par la route nationale 7, qui relie Budapest à la frontière croate et traverse directement le centre du village. Elle est également desservie par l'autoroute M7, qui contourne la commune par le sud tout en offrant deux échangeurs autoroutiers à proximité immédiate.
À l'ouest de la zone habitée se trouve le point de départ nord de la route nationale 67, qui relie les régions de Szigetvár et de Kaposvár à la zone balnéaire du Balaton.

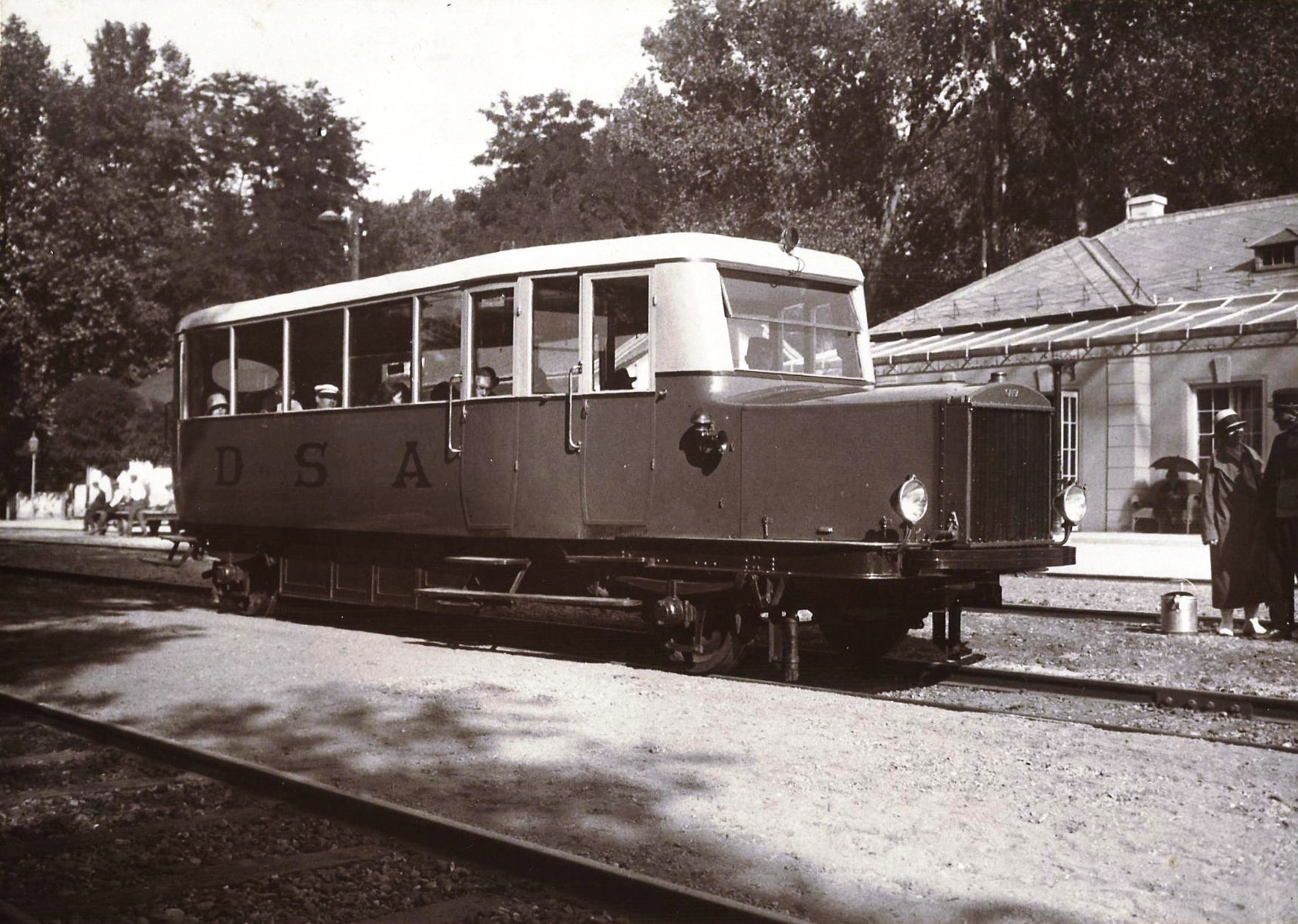
Railbus en gare de Balatonszemes, 1926.

L'ancienne route secondaire 6502 reliait Balatonszemes à Balatonőszöd, sa voisine orientale, dont le centre se situe plus en retrait du rivage. Toutefois, selon l'état du réseau routier en 2024, cet axe n'est plus classé comme route nationale, ayant été rétrogradé au statut de voie communale à une date indéterminée.
La commune dispose également d'une gare ferroviaire située sur la ligne Budapest–Murakeresztúr, qui assure une desserte régulière de la rive sud du Balaton.

## Économie
Le territoire communal comprend aussi des vignobles faisant partie de la région viticole de Balatonboglár.

## Patrimoine local
L'église catholique romaine Saint-Antoine de Padoue, d'origine romane, fut édifiée au XIIe siècle. Elle a été agrandie au XIVe siècle et reconstruite en style baroque vers 1740 par la famille Hunyady. L'édifice conserve un rare pastophorium de style Renaissance, intégré au mur du chœur.
La commune abrite également les vestiges du monastère paulien de « Mindszent », fondé au XIVe siècle et abandonné après la dissolution de l'ordre en 1783, ainsi qu'une chapelle dédiée à la Vierge Marie, édifiée en 1945 dans un cadre arboré propice aux célébrations en plein air.
Parmi les lieux de mémoire, le tumulus de l'âge du fer dit « Sipkadomb », situé dans le cimetière, est surmonté d'une croix commémorative dédiée aux victimes de l'épidémie de choléra de 1855.

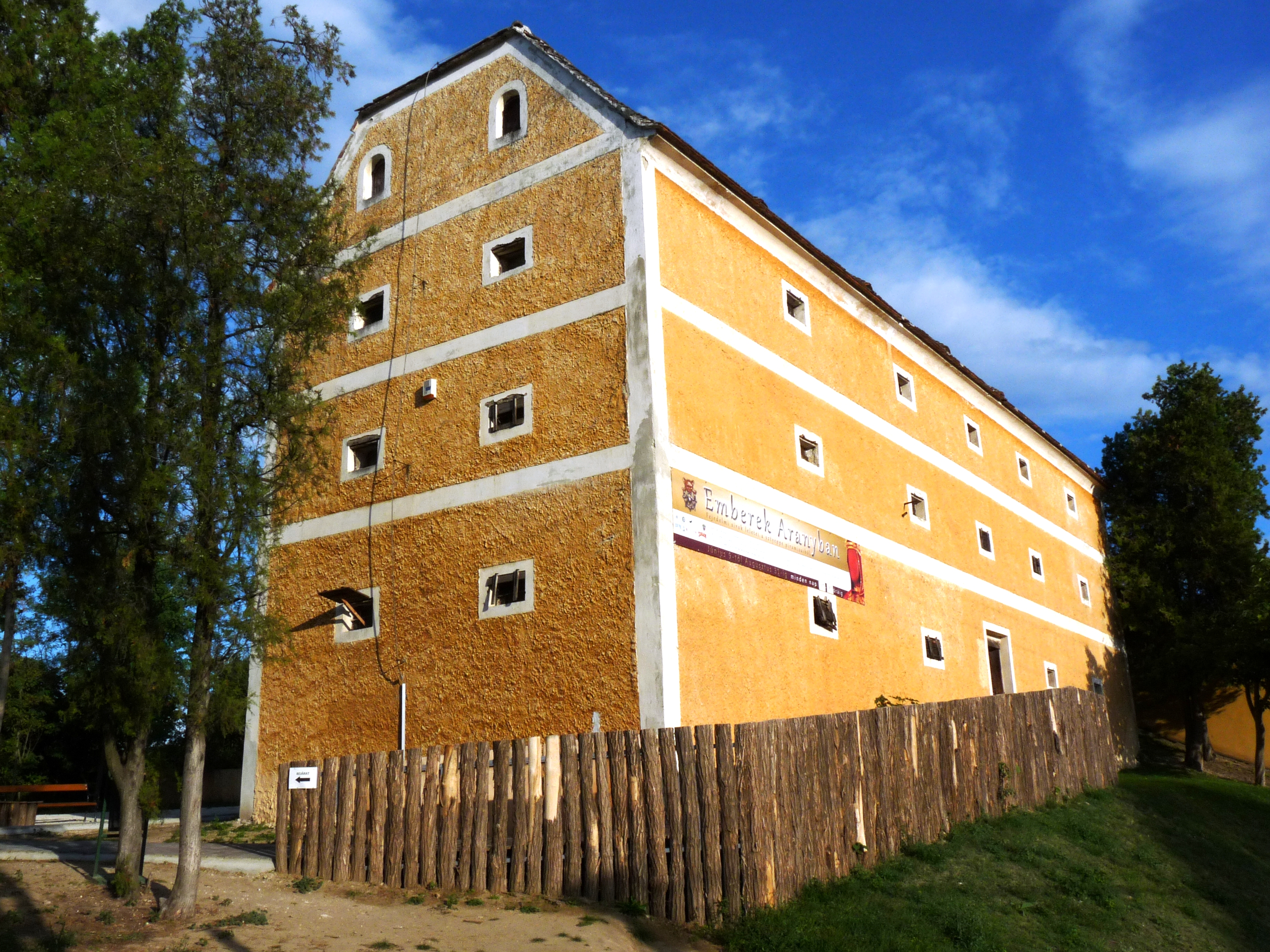
L'ancien grenier seigneurial.

Le château Hunyady, construit au XVIIIe siècle dans un style baroque populaire, servait de manoir seigneurial. Non loin se trouve un ancien grenier seigneurial du même siècle, aujourd'hui protégé comme monument historique.
Le bâtiment de l'ancienne poste à chevaux, construit en 1767, abrite depuis 1962 le musée postal. Dans sa cour se dresse un monument commémoratif en bronze dédié aux personnels des télécommunications morts en service, œuvre du sculpteur Ferenc Tischler.

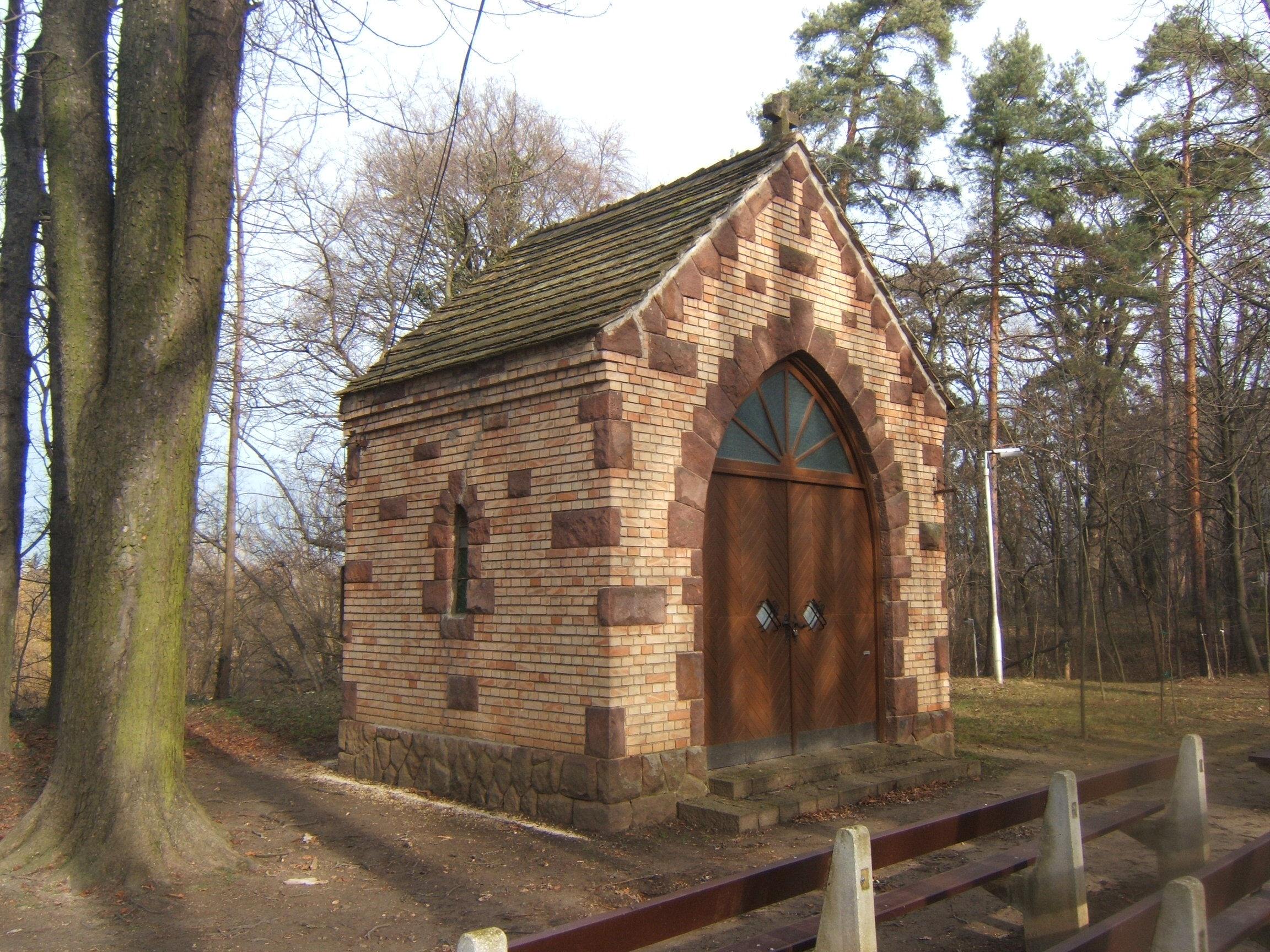
La chapelle de Bagolyvár utca.

Le Bagolyvár, villa romantique érigée en 1898 sur les ruines d'un ancien fort ottoman, fut la première résidence d'été de la commune. Le domaine de Károly Eötvös, qui y séjourna entre 1908 et 1912, constitue également un témoignage précieux de l'aristocratie intellectuelle de l'époque.
La mémoire de l'acteur Zoltán Latinovits, mort à Balatonszemes en 1976, est particulièrement présente dans la commune. Une statue de l'artiste réalisée par Miklós Melocco se dresse dans le parc Rózsa, tandis qu'un musée et centre culturel portant son nom abrite une collection permanente inaugurée en 1994. Sa tombe, située dans le cimetière local, est devenue un lieu de pèlerinage.
Le patrimoine commémoratif de la commune comprend aussi des statues et monuments dédiés à des figures locales ou nationales : le mémorial aux héros dans le parc du Souvenir, une sculpture de Károly Reich, un buste de János Mócsy, et un monument à Özséb, fondateur de l'ordre des Paulins.
La station a connu un important développement touristique à partir de la fin du XIXe siècle. Le port de plaisance, construit dès 1914, fut progressivement modernisé (brise-lames en 1933, jetée en pierre en 1944, réaménagement en 2005). La gare, mise en service en 1897, présente son aspect actuel depuis 1927.
Le restaurant Kistücsök, aménagé dans une ancienne auberge du XIXe siècle, est aujourd'hui l'un des établissements gastronomiques les plus renommés de la région. Parmi les édifices remarquables figurent aussi l'ancienne pharmacie (1928), à mobilier Art déco, l'ex-clinique privée devenue l'hôtel Szindbád, ainsi que le pont des Soupirs, ouvrage d'ingénierie de la fin du XIXe siècle traversant une zone de falaise instable.

## La localité dans les représentations
Balatonszemes apparaît dans plusieurs œuvres de la littérature hongroise, notamment dans le roman jeunesse Le testament de l'agha de Koppány (A koppányi aga testamentuma) de István Fekete, dont une partie de l'intrigue se déroule dans l'ancien fort de Bolondvár.
La commune est également mentionnée, de manière plus indirecte, dans la nouvelle courte Littérature et amour (Irodalom és szerelem) d'István Örkény, auteur célèbre pour ses « nouvelles d'une minute ».

## Jumelages
| Ville | Ville          | Pays | Pays      |
| ----- | -------------- | ---- | --------- |
|       | Schönbrunn     |      | Allemagne |
|       | Sândominic (d) |      | Roumanie  |

## Personnalités liées à la localité

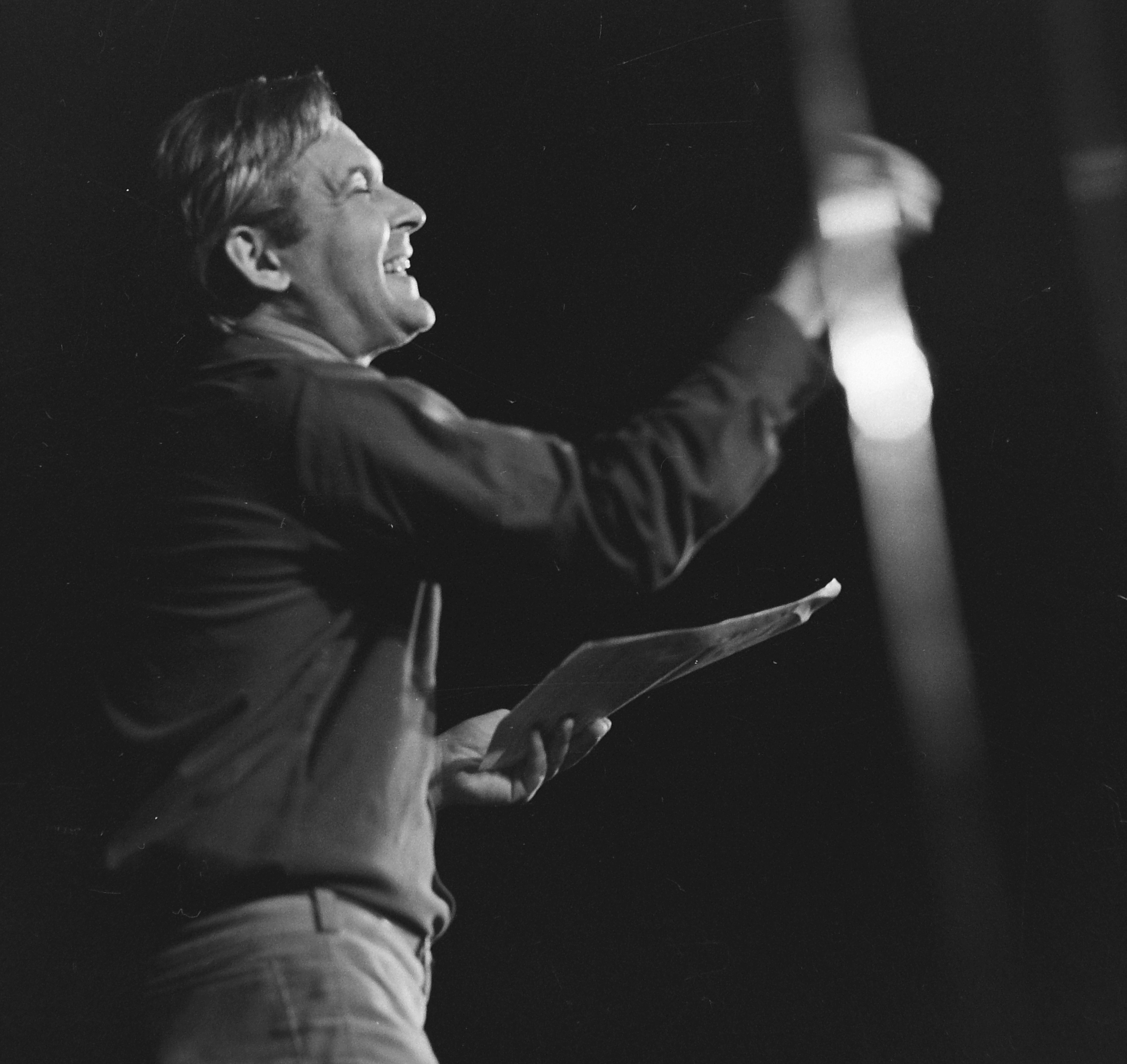
Zoltán Latinovits, décédé tragiquement à Balatonszemes.

Plusieurs personnalités hongroises sont liées à Balatonszemes par leur naissance, leur carrière ou leur mémoire.
Le journaliste et éditeur Ferenc Szőllősy (1897–1977) dirigea l'antenne de l'agence de presse MTI. Le graphiste et illustrateur Károly Reich (1922–1988), célèbre pour ses œuvres destinées à la jeunesse, séjourna régulièrement à Balatonszemes, où un mémorial lui est dédié.
L'acteur Zoltán Latinovits (1931–1976), considéré comme l'une des grandes figures du théâtre hongrois du XXe siècle, mourut tragiquement à proximité de la gare de la commune, à laquelle il était personnellement attaché. Sa tombe, située dans le cimetière local, est devenue un lieu de recueillement. L'éducatrice culturelle Márta Csonka (1952–2008), directrice pendant 29 ans de la maison de la culture de la commune, fut à l'origine du concours national de récitation Zoltán Latinovits, organisé chaque année depuis 1994.
Le pénaliste Pál Angyal (1873–1949), spécialiste reconnu du droit criminel, est également lié à Balatonszemes.
L'acteur István Bujtor (1942–2009) repose également dans le cimetière communal.